# Zoran Dragić
Zoran Dragić, né le 22 juin 1989 à Ljubljana en République socialiste de Slovénie, est un joueur slovène de basket-ball. Il évolue aux postes d'arrière et ailier, et est le frère du basketteur Goran Dragić.

## Biographie
Le père de Zoran, Marinko est serbe sa mère slovène,,.

### En Slovénie (2004-2012)
En 2004, Dragić rejoint Ilirija Ljubljana en Slovénie pour la saison 2004-2005 de la 1B league. L'année suivante, il joue pour le Jance STZ en Slovénie lors de la saison 2005-2006 de D2 league. En 2006, il signe avec Geoplin Slovan dans le championnat slovène où il joue quatre saisons.
En 2010, il signe avec le KK Krka Novo Mesto où il joue deux saisons.

### En Espagne (2012-2014)
En juillet 2012, Dragić participe à la NBA Summer League 2012 avec les Rockets de Houston. Le 20 août 2012, il signe un contrat de deux ans en Espagne avec l'Unicaja Málaga.
Dragić est nommé meilleur joueur de la 9e journée du Top 16 de l'Euroligue en mars 2014. Il réalise une évaluation de 30 dans une victoire de l'Unicaja Málaga contre l'Anadolu Efes Spor Kulübü. Dragić marque 24 points, égalant son record en Euroligue (à 4 sur 6 à deux points et 4 sur 6 à trois points), 4 interceptions là aussi son record et 3 passes décisives.
Le 8 juillet 2014, il signe une extension de contrat de deux ans avec le club espagnol. Cependant, après avoir trouvé un accord avec les Suns de Phoenix, Dragić et Málaga se séparent le 26 septembre 2014.

### Suns de Phoenix (sept. 2014-fév. 2015)
Le 29 septembre 2014, Dragić signe un contrat de deux ans avec les Suns de Phoenix. Le 15 novembre 2014, il fait ses débuts en NBA contre les Clippers de Los Angeles. Le 2 janvier 2015, lui et Goran, avec leurs coéquipiers Markieff et Marcus Morris, jouent ensemble quelques minutes pour les Suns durant le quatrième quart temps lors de la victoire des Suns 112 à 96 contre les Sixers de Philadelphie. C'est la première fois dans l'histoire de la NBA que deux paires de frères jouent ensemble dans la même équipe et sur le terrain. Dans ce match, qui était son troisième de la saison, il réalise ses premiers statistiques avec trois points, un rebond et une passe décisive.

### Heat de Miami (fév.-juil. 2015)
Le 19 février 2015, Dragić et son frère Goran sont transférés au Heat de Miami dans un échange entre trois équipes, incluant également les Pelicans de La Nouvelle-Orléans. Le 4 mars, il est envoyé au Skyforce de Sioux Falls en D-League. Le 15 mars, il est rappelé par le Heat. Le 15 avril 2015, lors du dernier match de la saison du Heat, contre les Sixers de Philadelphie, Dragić bat son record de points de la saison avec 22 points.
En juillet 2015, il participe à la NBA Summer League 2015 avec le Heat.
Le 27 juillet 2015, il est transféré aux Celtics de Boston avec un second tour de draft 2020 contre un second tour de draft 2019 protégé. Mais, le 11 août 2015, il est coupé par les Celtics.

### Retour en Europe
Dragić quitte la NBA et la NBDL et signe au BC Khimki Moscou en 2015. En juillet 2016, il rejoint l'Olimpia Milan qui participe à l'Euroligue 2016-2017. Il y retrouve son entraîneur de Malaga Jasmin Repeša. En février 2017, Dragić se blesse au genou gauche et arrête sa saison.
En novembre 2017, Dragić quitte l'Olimpia Milan et rejoint l'Anadolu Efes jusqu'à la fin de la saison 2017-2018.
Le 6 août 2019, il signe un contrat pour la saison suivante avec le Ratiopharm Ulm. En janvier 2020, Dragić rejoint, jusqu'à la fin de la saison, le Saski Baskonia, club espagnol qui participe à l'Euroligue. Le Saski Baskonia remporte le championnat. En août, Dragić signe un nouveau contrat d'une saison avec le Saski Baskonia.
En octobre 2021, Dragić s'engage pour la saison avec le Žalgiris Kaunas, club lituanien qui participe à l'Euroligue.
En janvier 2022, Dragić rejoint jusqu'à la fin de saison le KK Cedevita Olimpija, club slovène.

## Statistiques

### Euroligue
| Année   | Équipe         | Matches | Titul. | Min./m. | %tir | %3pts | %l-f | rbds/m. | pass/m. | int/m. | ctr/m. | pts/m. |
| ------- | -------------- | ------- | ------ | ------- | ---- | ----- | ---- | ------- | ------- | ------ | ------ | ------ |
| 2012-13 | Unicaja Málaga | 22      | 13     | 16,3    | 39,8 | 12,9  | 74,1 | 3,0     | 0,5     | 0,7    | 0,0    | 4,5    |
| 2013-14 | Unicaja Málaga | 22      | 19     | 22,9    | 41,3 | 35,4  | 70,3 | 2,7     | 1,6     | 1,7    | 0,1    | 10,0   |
| Total   |                | 44      | 32     | 19,6    | 40,8 | 29,1  | 71,4 | 2,9     | 1,0     | 0,7    | 0,1    | 7,2    |

### Saison régulière
| Année   | Équipe | Matches | Titul. | Min./m. | %tir | %3pts | %l-f | rbds/m. | pass/m. | int/m. | ctr/m. | pts/m. |
| ------- | ------ | ------- | ------ | ------- | ---- | ----- | ---- | ------- | ------- | ------ | ------ | ------ |
| 2014–15 | Suns   | 6       | 0      | 2,2     | 25,0 | 0,0   | 66,7 | 0,5     | 0,17    | 0,0    | 0,0    | 1,0    |
| 2014–15 | Heat   | 10      | 1      | 6,2     | 40,9 | 33,3  | 50,0 | 0,5     | 0,4     | 0,2    | 0,0    | 2,2    |
| Total   |        | 16      | 1      | 4,7     | 36,7 | 21,4  | 60,0 | 0,5     | 0,31    | 0,12   | 0,0    | 1,75   |

## Palmarès

### En club
- Vainqueur de la Coupe de Slovénie 2022.
- Champion d'Espagne : 2020
- Champion de Slovénie en 2011 et 2012
- Vainqueur de l'EuroChallenge en 2011

### Distinction personnelle
- MVP de la finale du championnat slovène en 2011